# Daïra de Brezina
La daïra de Brezina est une daïra d'Algérie située dans la wilaya d'El Bayadh et dont le chef-lieu est la ville éponyme de Brezina.

## Localisation
La daïra est située au centre et au sud-ouest de la wilaya d'El Bayadh.

## Communes
La daïra est composéé de trois communes : Brezina, Ghassoul et Kraakda.